# 李尧栋
李尧栋（1753年—1821年），字東采，號松堂，浙江山阴县（今绍兴市）人，清朝政治人物。乾隆年間進士，入翰林院，出官知府，輾轉二十年之久。官至湖南巡撫。

## 生平
乾隆三十七年（1772年）壬辰科進士。選庶吉士，散館授編修。乾隆五十五年（1790年）出任江蘇常州府知府。嘉慶三年（1778年）調任雲南東川府知府。又調山東泰安府、濟南府。嘉慶八年（1803年）任福建延平府知府，調四川雅州府、成都府。嘉慶二十年（1815年），升任江西建昌道。同年升任貴州按察使。歷江蘇按察使、江寧布政使、雲南布政使。嘉慶二十二年（1817年）升雲南巡撫，歷江蘇、福建、湖南巡撫。

## 著作
著作有《雲南山川地理圖》2卷、《夷人圖》2卷、《奏議》、《寫十三經室詩集》、《寫十三經室詩鈔》、《寫十四經堂詩集》12卷、《寫十四經堂樂府》1卷、《寫十四經堂詞》1卷、《寫十四經堂奏疏》20卷。曾修《四川通志》。

### 诗作
乐府谁家唱阿侯，洛阳风景逊升州，
生憎湖水千年碧，只洗繁华不洗愁。

### 对联
- 题江苏南京莫愁湖水阁联

一片湖光比西子；
千秋乐府唱南朝。
- 六十自寿联

三馆六曹，十七科竞称前辈；
一官万里，二千石遂老斯人。